# Горегляд Олексій Адамович
Олексій Адамович Горегляд (нар. 30 березня 1905, станція Новосокольники Великолуцького повіту Псковської губернії, тепер місто Новосокольники Псковської області, Російська Федерація — 30 березня 1986, місто Москва) — радянський державний діяч, міністр суднобудівної промисловості СРСР, 1-й заступник голови Держплану СРСР. Член Центральної Ревізійної Комісії КПРС у 1966—1976 роках. Депутат Верховної ради Російської РФСР 2-го скликання. Депутат Верховної Ради СРСР 7—8-го скликань. Герой Соціалістичної Праці (16.09.1945).

## Життєпис
Народився в сім'ї залізничника, родом з Білорусі. Трудову діяльність розпочав у 1920 році інструктором Учпрофсожу Московсько-Білорусько-Балтійської залізниці.
У 1924 році закінчив Великолуцький технікум шляхів сполучення.
З 1924 працював помічником машиніста паровоза в Великолуцькому паровозному депо, з 1925 року — слюсарем-розмітником, бригадиром, майстром паровозоремонтного заводу імені Макса Гельца в місті Великі Луки.
З листопада 1927 по вересень 1928 року служив у Червоній армії.
У вересні 1928 — травні 1930 року — інженер технічного відділу служби тяги Московсько-Білорусько-Балтійської залізниці в Москві.
Член ВКП(б) з 1930 року.
З травня 1930 року — член бюро Центрального комітету та завідувач відділів профспілки робітників автотракторної, авіаційної та автомобільної промисловості СРСР. З вересня 1934 по квітень 1935 року — відповідальний секретар та заступник голови Центрального комітету профспілки робітників автомобільної промисловості СРСР. 
Одночасно з 1930 по 1936 рік навчався на вечірньому відділенні Московського вищого технічного училища імені Баумана, яке закінчив у 1936 році.
З квітня 1935 року — відповідальний контролер групи важкої промисловості Комітету партійного контролю при ЦК ВКП(б). У 1937—1938 роках — керівник групи важкої промисловості Комітету партійного контролю при ЦК ВКП(б).
У вересні 1938 — вересні 1939 року — начальник 8-го Головного (танкового) управління Народного комісаріату оборонної промисловості СРСР.
У вересні 1939 — вересні 1941 року — заступник народного комісара середнього машинобудування СРСР.
З вересня 1941 по 1943 ріку — заступник народного комісара танкової промисловості СРСР. Одночасно з жовтня 1941 по вересень 1942 року — представник народного комісара танкової промисловості СРСР на Сталінградському тракторному заводі з правами директора заводу. З вересня 1942 по лютий 1943 року — уповноважений Державного комітету оборони СРСР на Кіровському танковому заводі в місті Челябінську.
У 1943—1945 роках — 1-й заступник народного комісара танкової промисловості СРСР і начальник Головного управління із ремонту танків Народного комісаріату танкової промисловості СРСР.
Указом Президії Верховної Ради СРСР від 16 вересня 1945 року за видатні заслуги в справі організації виробництва літаків, танків, моторів, озброєння і боєприпасів, а також за створення і освоєння нових зразків бойової техніки та забезпечення ними Червоної армії і Військово-морського флоту в роки Великої Вітчизняної війни генерал-лейтенанту інженерно-танкової служби Горегляду Олексію Адамовичу присвоєно звання Героя Соціалістичної Труда з врученням ордена Леніна і золотої медалі «Серп і Молот».
У 1945 — березні 1946 року — 1-й заступник міністра транспортного машинобудування СРСР.
19 березня 1946 — 10 січня 1950 року — міністр суднобудівної промисловості СРСР, член бюро з машинобудування і суднобудування при Раді міністрів СРСР.
У січні 1950 — лютому 1954 року — директор Ленінградського суднобудівного заводу імені Жданова.
У лютому — вересні 1954 року — заступник міністра морського і річкового флоту СРСР. У вересні 1954 — травні 1955 року — заступник міністра морського флоту СРСР.
У травні 1955 — травні 1959 року — 1-й заступник голови Державного комітету Ради міністрів СРСР з питань праці і заробітної плати.
У травні 1959 — 24 листопада 1962 року — 1-й заступник голови Державної науково-економічної ради Ради міністрів СРСР. Одночасно з 11 червня 1960 по 24 листопада 1962 року — міністр СРСР. У листопаді 1962 — січні 1963 року — міністр СРСР.
У січні — березні 1963 року — 1-й заступник голови Державного планового комітету Ради міністрів СРСР — міністр СРСР. У березні 1963 — жовтні 1965 року — 1-й заступник голови Державного планового комітету СРСР — міністр СРСР. У жовтні 1965 — серпні 1973 року — 1-й заступник голови Державного планового комітету (Держплану) СРСР.
З серпня 1973 року — персональний пенсіонер союзного значення в Москві.
Помер 30 березня 1986 року. Похований в Москві на Новодівочому цвинтарі.

## Звання
- генерал-майор інженерно-танкової служби (21.01.1945)
- генерал-лейтенант інженерно-танкової служби (19.04.1945)

## Нагороди
- Герой Соціалістичної Праці (16.09.1945)
- чотири ордени Леніна (8.02.1942; 24.01.1944; 16.09.1945; 29.03.1965)
- орден Жовтневої Революції (24.05.1971)
- орден Суворова ІІ ст. (19.04.1945)
- два ордени Трудового Червоного Прапора (20.01.1943; 28.03.1975)
- орден Червоної Зірки (5.06.1942)
- орден Дружби народів (29.03.1985)
- медалі